# MTN Côte d'Ivoire
Pour les articles homonymes, voir MTN.
MTN Côte d'Ivoire est une entreprise de télécommunications qui a vu le jour le 1er juillet 2005 en Côte d'Ivoire, avec le rachat, par le groupe sud-africain M-Cell, devenu par la suite MTN international, de la licence de téléphonie mobile de Loteny Telecom (Telecel).
Depuis juillet 2005, en application des dispositions de la convention de cession, le capital social de MTN est de 2,865 milliards de francs CFA, répartis de la sorte : 64,67 % sont détenus par le groupe MTN et 35,33 % par les autres actionnaires[réf. nécessaire].
Au 15 avril 2015, MTN est le deuxième opérateur de téléphonie mobile du pays (derrière Orange et devant Moov), avec 7,9 millions d'abonnés selon l'ARTCI.